# Ålsjön, Hälsingland
Ålsjön är en sjö i Söderhamns kommun i Hälsingland. Sjön med dess strandområde ingår i Natura 2000-området och naturreservatet Ålsjön. Området är skyddat sedan 1978 och är totalt 157 hektar stort. Det är beläget 3 kilometer söder om Söderhamn. 
Sjön ingår i Norralaån-Ljusnans kustområde och har en area på 0,236 kvadratkilometer och ligger 10 meter över havet. Ålsjön ligger i Ålsjön Natura 2000-område. Området är skyddat sedan 1978 och är totalt 157 hektar stort. Det är beläget 3 kilometer söder om Söderhamn.
Ålsjön är belägen i en flack dalgång omgiven av odlingsmarker, sankängar och kärr. Den är en näringsrik sjö stadd under stark igenväxning, men under slutet av 1900-talet genomfördes restaureringsåtgärder för att bevara sjöns öppna yta. I samband med ett vägbygge höjdes sjöns yta med 70 centimeter. Ålsjön är en betydand fågelsjö. Omkring 60 olika fågelarter häckar regelbundet här. Bland dessa märks brun kärrhök, tornfalk, svarthakedopping, brunand, vattenrall, småfläckig sumphöna, skedand, skrattmås, skäggmes, jorduggla och hökuggla. Fiskgjusen jagar ofta över de öppna vattenytorna. Vår och höst är Ålsjön en viktig rastplats för vadare och änder, däribland salskrake.

## Delavrinningsområde
Ålsjön ingår i det delavrinningsområde (679631-156763) som SMHI kallar för Utloppet av Ålsjön. Medelhöjden är 33 meter över havet och ytan är 7,34 kvadratkilometer. Det finns inga avrinningsområden uppströms utan avrinningsområdet är högsta punkten. Vattendraget som avvattnar avrinningsområdet har biflödesordning 3, vilket innebär att vattnet flödar genom totalt 3 vattendrag innan det når havet efter 6 kilometer. Avrinningsområdet består mestadels av skog (69 procent). Avrinningsområdet har 0,23 kvadratkilometer vattenytor vilket ger det en sjöprocent på 3,2 procent.